# Karl Ingelöf
Karl Ingelöf (* 5. Februar 1898 in Mönchengladbach; † 16. Oktober 1972 in Weißwasser) war ein deutscher Politiker (USPD, KPD, SED).

## Leben bis 1933
Ingelöf wurde als zweites von vier Kindern des Tischlers Karl Ingelöf und dessen Frau Anna, geb. Meier, geboren. Nach achtjährigem Volksschulbesuch und einer Tischlerlehre wurde er 17-jährig zum Militärdienst eingezogen. Im Ersten Weltkrieg wurde er viermal verwundet und einmal verschüttet. Zu dieser Zeit hatte er engen Kontakt zu Sozialdemokraten und trat der USPD bei.
Zu Kriegsende 1918 lag er im Vereinslazarett Neubabelsberg, wo er seine zukünftige Ehefrau Marta Veronika Kümmel kennenlernte, die dort als Hilfsschwester arbeitete.
Bereits 1919 trat Ingelöf, nachdem er unter anderem Rosa Luxemburg an der Parteischule in Charlottenburg erlebt hatte, der neugegründeten KPD bei und arbeitete in der Ortsgruppe Charlottenburg. Im selben Jahr übersiedelte Ingelöf mit seiner Frau in deren Heimatort Weißwasser, was seine Eltern veranlasste, ihn ob der Verbindung zu dem armen Dienstmädchen zu enterben. In Weißwasser arbeitete er bis 1924 im Glaswerk Hirsch, Janke & Co. als Tischler in der Bleikristallschleiferei und in der Ätzerei und wurde 1920 in den Betriebsrat gewählt. Ab 1925 war er Politleiter der KPD-Ortsgruppe Weißwasser und wurde in der Folgezeit durch das Zentralkomitee der KPD zum Unterbezirksleiter nach Cottbus berufen. Von 1925 bis 1931 war Ingelöf meist arbeitslos und musste sich als Notstandsarbeiter verdingen.

## Nach der Machtergreifung 1933
Nach der „Machtergreifung“ der Nationalsozialisten wurde Ingelöf verhaftet und mit 33 seiner Kampfgefährten aus Weißwasser, Sagar und Umgebung wegen Vorbereitung zum Hochverrat in Leipzig vor dem Reichsgericht im Monstre-Prozess (gegen die Vorstände der Berliner Gewerkschaften) angeklagt. Den Prozess führte Senatspräsident Wilhelm Bünger, der auch den Reichstagsbrandprozess leitete. Ingelöf wurde zu drei Jahren Gefängnis verurteilt, die er u. a. in Halle, Krossen, Görlitz und Breslau verbüßte.
Als Ingelöf 1936 nach Weißwasser zurückkehrte, musste er sich regelmäßig bei der Polizei melden. Arbeit fand er in der Luisenhütte, einem der vielen örtlichen Glaswerke.
Trotz der Schikanen durch das NS-Regime waren er und seine Frau aktive Mitglieder der etwa zehnköpfigen Gruppe Fritz Schnellbacher (Britz b. Berlin), zu denen ebenfalls Anni und August Heiden, Albert Dörnchen und weitere unbekannte Personen gehörten und deren Tätigkeit darin bestand, Nachrichten, die sie heimlich vom Sender Moskau abhörten, mündlich weiterzuverbreiten.
Da Ingelöf für wehrunwürdig erklärt wurde, wurde er nicht zur Wehrmacht eingezogen.

## Nach Ende des Krieges 1945
Trotz des im April 1945 ergangenen Befehls, die Stadt zu verlassen, dessen Befolgung die SA kontrollierte, versteckte er sich mit seiner Frau und 34 weiteren Personen in einem Wohnhaus nahe dem Glaswerk Bärenhütte. Nach seinen Angaben waren von den 16.000 Einwohnern lediglich 74 in der Stadt geblieben.
Nach dem Einmarsch der Roten Armee in Weißwasser am 17. April 1945, wurde Ingelöf am 24. April durch den sowjetischen Kommandeur Dawtschenko als Bürgermeister eingesetzt und bezog Domizil in der damaligen Karlsstraße.
Ingelöf arbeitete bis 1946 als Bürgermeister, danach bis 1948 beim Kreisvorstand des FDGB Niesky als Schulungsreferent und war danach von 1949 bis 1951 in der Glasfabrik Annahütte als Personalleiter und von 1951 bis 1952 in Schönborn als Werkleiter tätig. Daraufhin wurde er in die SED-Kreisleitung Finsterwalde berufen und leitete bis 1962 die Kreisparteikontrollkommission (KPKK) der SED.
Im Jahre 1969 kehrte Ingelöf mit seiner Frau nach Weißwasser zurück, wo er nach seinem Tod beigesetzt wurde.

## Auszeichnungen
- Fritz-Heckert-Medaille, 1965
- Medaille für Kämpfer gegen den Faschismus 1933 bis 1945, 1965
- Ehrennadel der DSF in Gold, 1971
- Vaterländischer Verdienstorden in Bronze, 1971
- Ehrennadel für 50jährige treue Dienste in den Reihen der Partei, 1971